# Baden-Württemberg-Derby
Als Baden-Württemberg-Derby wird das Fußballspiel zwischen dem Karlsruher SC und dem VfB Stuttgart bezeichnet. Diese beiden Vereine gehören zu den erfolgreichsten und gleichzeitig traditionellsten Vereinen in Baden-Württemberg. Andere Bezeichnungen sind Baden-Schwaben-Derby, Südwest-Derby oder Ländle-Derby.

## Geschichte der Rivalität
Die Rivalität zwischen Badener und Württembergern reicht weit zurück. 1806 erhob Napoleon Bonaparte Württemberg zum Königreich, Baden blieb dagegen Großherzogtum. 1952 erfolgte die Zusammenlegung zum bis heute bestehenden Bundesland Baden-Württemberg. Das zwischen Badenern und Württembergern bestehende starke Konkurrenzdenken findet sich auch auf der Ebene des Fußballs wieder: Die beiden erfolgreichsten Vereine der beiden baden-württembergischen Landesteile, der Karlsruher SC und der VfB Stuttgart, blicken auf eine lange Rivalität zurück. Bereits 1912, im wohl ersten Endspiel des frisch fusionierten VfB Stuttgart, bezwang der Verein den FC Mühlburg, den Vorläufer des VfB Mühlburg, der später mit Phönix Karlsruhe zum KSC fusionierte, und qualifizierte sich somit für die höchste deutsche Spielklasse.
In den 1950er-Jahren behielt bei den Duellen beider Mannschaften in der Oberliga-Süd meist der KSC die Überhand. Den ersten Auswärtssieg in Karlsruhe feierte der VfB mit einem 3:0 am 12. Oktober 1963 in der ersten Bundesliga-Saison. Dabei fiel Rudi Entenmann für fünf Minuten aus, weil er von einer Fan-Rakete am Kopf getroffen wurde. Der VfB gewann in der Folgezeit immer mehr die Oberhand: Zwischen 1967 und 1988 musste der VfB keine einzige Niederlage gegen den KSC einstecken. In der Zwischenzeit hatten die Stuttgarter zehn Mal gegen Karlsruhe gewonnen, dreimal endete das Aufeinandertreffen mit einem Unentschieden. Zwischen 1968 und 1980 fand allerdings kein einziges Baden-Württemberg-Derby statt, da beide Vereine während dieses Zeitraums nie in derselben Liga spielten.
Zu einer Verstärkung der Rivalität kam es durch den langjährigen KSC-Trainer Winfried Schäfer: mehrmals zeigte er öffentlich seinen Ärger, als er beispielsweise 1992 zum Ausdruck brachte, dass die guten Leistungen des KSC im Schatten der Meisterschaft des VfB nicht genug gewürdigt würden. Er beschuldigte den damaligen VfB-Trainer Christoph Daum sogar, dass dieser sich über den Aufwärtstrend des KSC lustig machen würde. Nachdem der VfB wenig später im Europapokal der Landesmeister gegen Leeds United unglücklich durch einen Wechselfehler von Christoph Daum ausgeschieden war, erklärte Schäfer höhnisch: „Der Daum tönt aus Stuttgart, wir seien wie der Hund, der halt zwischendurch mal mit dem Schwanz wedelt. Warum hat er uns dann nicht als Blindenhund mit nach Leeds genommen?“ Schäfer kritisierte auch Sponsoren: Daimler-Benz warf er vor, den KSC-Spielern höhere Leasingraten als den VfB-Spielern abzuverlangen („Wir haben keinen Daimler, der uns das Stadion ausbaut.“). In der Kritik standen auch Medienvertreter, wie jene des SDR, denen er vorwarf, VfB-Lobbyisten zu sein („Die sind rot angehaucht.“). Als Winfried Schäfer nach all diesen Vorfällen VfB-Trainer wurde, kam es zu großen Spannungen sowohl zwischen Fans und VfB als auch innerhalb der Fanszene. Einige VfB-Fans reagierten auf die Verpflichtung Schäfers, indem sie ihre Dauerkarte zurückgaben. Bereits nach fünf Monaten war das Engagement Schäfers beim VfB wieder beendet.
Nach dem Bundesliga-Abstieg des KSC in der Saison 1997/98 kam es erstmals in der Saison 2007/08 wieder zu einem Derby in der Bundesliga. In der Saison 2016/17 fand das Derby erstmals in der 2. Bundesliga statt, auch in der Spielzeit 2019/20 duellierten sich beide in der Zweitklassigkeit.
In der Saison 2000/01 der Regionalliga Süd sowie in der Saison 2012/13 der 3. Liga kam es zu jeweils zwei Duellen zwischen dem Karlsruher SC und der zweiten Mannschaft des VfB Stuttgart, wobei stets die Heimmannschaft die Oberhand behielt.